# Sebevědomí (sociální psychologie)
Sebevědomí je sociálně psychologický pojem, skládající se ze dvou slov, které vyjadřují jeho význam, a to vědomí si vlastní ceny. Definice sebevědomí, by mohla znít: „Sebevědomí je vědomí vlastní ceny …přesvědčení, že člověk jedná správně, vhodně a účinným způsobem.… stav mysli nebo pocit, který se vyznačuje nepřítomností nejistoty, ostychu nebo rozpaků a je provázený klidnou vírou v sebe a své schopnosti, beze stop podceňování nebo nadutosti“.
Definuje, jaký postoj má člověk k sobě samému, co prožívá, co cítí a jaké má potřeby. Sociální psychologie se zabývá vlivem určitých faktorů na sebevědomí a jak ovlivňuje sebevědomí nás samotné, ostatní jedince a celé okolí. Ptáme se, z jakého důvodu mají někteří lidé menší, nebo naopak větší sebevědomí než jiní, a čím je to způsobeno. Se sebevědomím se člověk nerodí, ale pěstuje si jej od narození a u každého jedince je projev sebevědomí individuální.
„ …psychologická analýza sebesystému je v současné sociální psychologii velmi diferencovaná a málo přehledná … já se prezentuje jako mnohovrstevnatý a komplexní fenomén a jeho reflexe málokdy respektuje logické třídění“.
V životě se normálně setkáváme s pojmy sebepojetí, sebedůvěra, sebejistota, sebevědomí, sebeúcta apod. Tyto termíny používají běžně i odborníci, ale jejich význam vlastně není zcela přesně určen. V podstatě neexistují přesné definice, které by tyto pojmy přesně vystihly.
Sebevědomí úzce souvisí i se sebehodnotou. V podstatě s tím, jak člověk dokáže ocenit sám sebe. „Pocit či vědomí vlastní hodnoty je komplexní charakteristika, která jde jen obtížně vysvětlovat z dílčích aspektů vlastního sebehodnocení. Je těsně provázána s morálními normami, celkovou hodnotovou orientací a se smyslem vlastního života“.

## Zdravé sebevědomí
Jedinec, který má zdravé sebevědomí, si je dobře vědom svých kladných, ale i záporných vlastností, přičemž si dostatečně váží sebe samého a své práce. Není pro něj důležitý fakt, jak ho vnímá a hodnotí okolí (rodina, přátelé, spolužáci, kolegové v práci). Je schopen odhadnout své schopnosti, nepřeceňuje se, ale také netrpí zbytečnými pocity nejistoty. Lidé se zdravým sebevědomím nejsou "roboti" a i nich se čas od času naskytnou chvíle, kdy o sobě pochybují, avšak tyto chvíle opravdu netrvají dlouho a jedinci jsou velmi rychle zpět ve své stále sebevědomé kůži. Jsou to jedinci, jejichž emoce jsou v rovnováze a mají dobře zvládnutou sebekontrolu. Člověk se zdravým sebevědomím dokáže mít v životě nadhled a snést konstruktivní kritiku. Také se umí poučit ze svých chyb a snaží se nadále rozvíjet svůj potenciál.
Základní emoce sebevědomého člověka pozitivně působí na jeho citovou pohodu a výkonnost a pomáhají mu pozitivně vytvářet mezilidské vztahy.
Jaro Křivohlavý zařazuje potřebu tzv. zdravého sebevědomí mezi nejdůležitější psychologické a sociální potřeby.

## Nízké sebevědomí
Už od dětství se v nás utváří sebedůvěra a sebehodnota, která se odvíjí od prostředí a lidí, se kterými jedinec vyrůstá. Člověk s nízkým sebevědomím má potřebu se porovnávat s jinými jedinci, považuje se za méněcenného, slabého a celkově o sobě tento jedinec nemá zrovna vysoké mínění.
Nízké sebevědomí bychom si mohli rozdělit do dvou kategorií:
Slaboch
Slaboch je člověk, který si nechá líbit spoustu věcí, nedokáže si prosadit svou, je nedůvěřivý, vyhýbá se řešení problémů, často neumí říci "NE" a nechá se sebou jednoduše zametat.
Silák
Jde o jedince, který si udržuje "falešné" sebevědomí, na první pohled je velmi hlasitý a působí jako silný jedinec, dělá si legraci z ostatních jedinců, poukazuje na jejich chyby a ponižuje je. Neumí si udělat legraci sám ze sebe a neumí být nad věcí, když se jej někdo pokusí nějak zesměšnit nebo urazit, reaguje často agresivně.

## Podkopávání sebevědomí druhého
Rozhodný a tvrdý postoj je podporovaný společenskou představou o úspěšném a výkonném jedinci, který je vůči sobě i vůči svému okolí nesmlouvavý.
Je velmi časté, že si lidé navzájem podkopávají sebevědomí. Například: kritizovat úspěch či neúspěch kolegy v práci, děti ve škole, kritizovat něčí vzhled či výkony apod.
Zde uvedeme nějaké důvody, proč to člověk dělá:
Přímá konkurence
Je to trochu banální důvod, proč chce někdo někomu podkopat sebevědomí, ale stává se to, když jsou jedinci v přímé konkurenci (o práci, o partnera, o titul, v hádce...). Ten, který "prohraje" je přímo ponížen a má podkopnuté sebevědomí.
Riziko nulové snahy
Jedna ze základních rovnic v sociální psychologii spočívá v tom, že mezní přínos pro jednotlivce roste v jeho talentu. V určitých situacích, ačkoli jsou snaha a schopnost spíš substituty než komplementy, jedinec spíše zvolí se méně namáhat, když se cítí dost sebevědomě. Tato situace nastává zpravidla, když se jedinec spokojí s prospěchem daného výkonu "prošel".
Například: Muž, který bere svoji ženu jako samozřejmost, se už tolik nesnaží být pro ni atraktivní. Nebo žák, který je výborný v angličtině, se na ni tolik neučí a radši se spokojí se známkou 3. Po této situaci se může stát, že manželka může později manželovi říct, že není tak skvělý, jak si myslí. Nebo například rodiče daného žáka, mohou začít dítě podceňovat.
V těchto případech vysoké sebevědomí snižuje úsilí lidí. V dalších případech však může vyvolat nesprávný typ úsilí.
Například: Zaměstnanec podnikne riskantní kroky pro řešení daného projektu, o kterém se domnívá, že ho díky jeho talentu dokáže posunout level výš, přestože by jeho zaměstnavatel upřednostnil raději tradiční a osvědčenou cestu.
Je to běžné i u dětí, které jsou rozmazlovány, nemusí se tolik snažit a nejsou dostatečně motivovány k lepším výkonům. Jejich sebevědomí není nízké či nulové, ale v momentě osamostatnění, může být velmi rychle "podkopnuto". A v tomto případě, pak mohou lidé velmi rychle upadnout do deprese.
„Deprese je uznaná porucha sebeúcty, která je častá u "závislých jedinců. Tzn. jedinců, kteří jsou rozmazlováni a přehnaně ochraňováni".
Přehnané zvyšování sebevědomí a následná reputace
„Úspěšní velitelé jsou ti, kteří dokáží zvednout ostatním sebevědomí a motivovat je".
Vedení (učitel, ředitel...), který chválil každého jedince (žáka, zaměstnance...), může velmi rychle ztratit důvěryhodnost a autoritu.
Musíte si uvědomit, že lidé vaším přehnaným vychvalováním za každou maličkost, mohou vycítit nějaké postranní úmysly, a ztratí ve vás důvěru. Proto se snažte vyhnout přehnanému podporování a snažte se vytvořit více věrohodné prostředí a výroky.
Vzájemný vztah mezi ideálním „já", reálným „já" a idealizovaným objektem, který je tvořen jinými lidmi, je kontaminován.
Omezování sebevědomí jiných osob
Mnoho okolností v soukromém životě, ve škole nebo třeba v práci je charakterizováno mocenskými vztahy. Jedná se o jedince s vysokým sebevědomím, kteří se snaží o nadvládu nad ostatními v určitých situacích (kdo je větší drsňák ve třídě, kdo je chytřejší, kdo je výkonnější apod.). V takových situacích je důležité relativní postavení člověka více než absolutní. Tím, že jedinec „rozbije“ něčí sebevědomí v dané situaci, pak zvýší jeho postavení a šance.
Například: Dva kluci chtějí udělat dojem na dívku. Aby jeden z nich zvýšil své šance, tak se rozhodne toho druhého ponížit trapnou historkou z minulého týdne. Zvýší tak své postavení a šance, zatímco ten druhý má „rozbité“ sebevědomí a menší šanci u dané dívky.
Avšak i tato situace, může přinést negativní výsledky pro hocha, který se rozhodl povyšovat. Dané dívce se například jeho chování nemusí zalíbit a dá přednost jedinci, který se nerozhodl pro nefér jednání.
Tato celá situace může mít různé následky:
1. Chlapci se omluví za své chování a sebevědomí jedince bude z velké části zahojeno.
2. Ponížený chlapec bude mít do budoucna problémy oslovit dívky kvůli sníženému sebevědomí.
3. Chlapec, který se rozhodl ponižovat, a nakonec byl dívkou odmítnut, bude vzteklý a mít snížené sebevědomí.
4. Chlapec, který se rozhodl ponižovat a dívku získal, bude mít přehnaně vysoké sebevědomí, a to bude mít vliv na jeho chování.

Určitě bychom našli mnoho dalších následků, ale jak vidíte sebevědomí je velmi citlivé téma.
„J. L. Collins (1982) provedl výzkum, ve kterém rozdělil děti do tří skupin podle matematických schopností… potom identifikoval v každé skupině děti s nízkou a vysokou sebedůvěrou ve své matematické schopnosti… Autor zjistil, že bez ohledu na své skutečné schopnosti si vedly lépe děti, které v ně měly vysokou důvěru (vysokou vlastní zdatnost).… Jejich sebedůvěra měla přímý vliv na úsilí, které do úkolů vkládaly, a to se pak projevilo v jejich úspěšnosti“.